# Ставроникита
Монастырь Ставроники́та (греч. Μονή Σταυρονικήτα) — один из афонских монастырей, занимающий в святогорской иерархии 15-е место. Находится в восточной части Афонского полуострова; основан в X веке.
Своё название монастырь получил от предания о том, что на его месте когда-то жил отшельник Никита, изготавливавший кресты (Ставроникита — значит «крест Никиты»). Первоначальная обитель была посвящена Иоанну Крестителю, но была полностью разрушена в эпоху Крестовых походов. Современный монастырь основал константинопольский патриарх Иеремия I. Благодаря обретению на его месте иконы Николая Чудотворца XIII-
XIV вв. соборный храм был освящён во имя этого святого.
Монастырь имеет небольшие размеры, обнесён каменной крепостной стеной с высокой башней, стены завершают келейные постройки монастыря. Сегодня в монастыре живут 30 монахов.
Кафоликон монастыря построен в XVI веке, его украшают фрески Феофана Критского (фрески его работы также сохранились в трапезной). В число монастырских святынь входят: мозаичная икона Николая Чудотворца, обретённая в море, частица Животворящего Креста, частицы мощей Василия Великого, Иоанна Златоуста, Григория Богослова, архидиакона Стефана, 40 севастийских мучеников, Феодора Стратилата, Амвросия Медиоланского, Иоанна Предтечи и других.
Библиотека монастыря содержит 171 рукопись (58 на пергаменте) и 2500 печатных книг.

## Настоятели
- архимандрит Василий (Гондикакис) (1968—1990)